# Bab Cartagena
Bab Cartagena (arabe : باب قرطاجنة) ou porte de Carthage est l'une des portes de la médina de Tunis (Tunisie) située à l'est de l'ancienne enceinte.
Cette porte donnait accès à la route terrestre qui menait à Carthage. Elle a disparu bien avant 1881.